# أنا والعذاب وهواك (أغنية)

أنا والعذاب وهواك  أغنية مصرية من تلحين وغناء محمد عبد الوهاب مدتها 8:57 دقيقة  من مقام اللامي كتب كلماتها الشاعر عبد المنعم السباعي  وصدرت عام 1955 على اسطوانات شركة صوت الفن.

## خلفية الأغنية
كان محمد عبدالوهاب يجلس مع صديقه عبد المنعم السباعي على شاطئ الإسكندرية وأعلن الراديو عن اغنية "لايق عليك الخال" من كلمات عبد المنعم السباعي ولحن محمد الموجي وغناء عبدالحليم حافظ،، وأصابت الدهشة عبدالوهاب، وسأله: "مش معقول هوا انت يا سباعي بتأليف أغاني؟" فأجابه: "أحياناً"، فقال عبدالوهاب: "معندكش حاجة من النوع ده علشاني"، وأخرج السباعي ورقة من جيبه فيها مطلع أغنية "أنا والعذاب وهواك"، وأعجب بها عبدالوهاب وطلب منه إكمالها". وفي اليوم التالي جاء السباعي بالمقطع الثاني، وفي اليوم الثالث جاءه بباقي الأغنية.

## كلمات الأغنية
أنا والعذاب وهواك ـ عايشين لبعضينا
آخرتها ايه وياك ـ ياللي انت ناسينا
عهد الهوى صنته وعمري ـ ماخنته ولا بعت ايامه
في حبي خبيته وبقلبي غنيته وعشقت انغامه
وقلت اغني ـ وياك يا قاسي
بعدت عني ـ وفضلت اقاسي
واحتار شبابي معاك ـ والوجد فاض بينا
صابر وبستناك ـ والصبر مش لينا
آخرتها ايه وياك ـ ياللي انت ناسينا
اهل الهوى مساكين صابرين ومش صابرين وبيحسدوا الخالي
أصل الهوي غدار فيه القلوب تحتار مال الهوى ومالي
ياللي بحبك ـ حيرت حبي
طاوعت قلبك ـ لاوعت قلبي
واحتار شبابي معاك ـ والوجد فاض بينا
صابر وبستناك ـ والصبر مش لينا
آخرتها ايه وياك ـ ياللي انت ناسينا
عيني علي عيونك والرمش في جفونك غادر وظالمني
عينك بتتكلم والرمش بيسلم وانت مخاصمني
وف كل نظره ـ شايف غرامك
ولا قلت مرة ـ سبب خصامك
واحتار شبابي معاك ـ والوجد فاض بينا
صابر وبستناك ـ والصبر مش لينا
آخرتها ايه وياك ـ ياللي انت ناسينا 

## نسخ أخرى للأغنية
قدم عدداً من المغنيين والمغنيات نسخهم المختلفة وأحياناً الموزعة توزيعاً مختلفاً عن الأصلي. قدم "أنا والعذاب وهواك": منى عبد الغني  ضمن ألبوم "أسباب" عام 1998– كريمة الصقلي – مدحت صالح – حسين الجسمي - حنين أبو شقرة – عمار الشريعي (موسيقى) – عمرو سليم (موسيقى) - هدى الحسيني (موسيقى)، وصدرت كمعزوفة "كاريوكي".

## تأثيرات الأغنية
استغل المخرج اللبناني "محمد سلمان" والمنتج فؤاد الألفي (صاحب شركة أفلام الألفي) شهرة أغنية "أنا والعذاب وهواك" وقاما بإنتاج، عام 1988، فيلماً من نوع الأفلام الإستعراضية الغنائية يحمل نفس العنوان، وقدم محمد عبد الوهاب موسيقى "أنا والعذاب وهواك" كهدية لكي تكون الموسيقى التصويرية للفيلم، كما قامت الفنانة العراقية "عواطف نعيم" بكتابة مسرحية كوميدية تحمل عنوان "أنا والعذاب وهواك" وقام المخرج العراقي "عزيز خيون" بإخراجها عام 2009.

## وصلات خارجية
https://www.youtube.com/watch?v=8Ohdke1fSnI أنا والعذاب وهواك (أغنية)
https://www.youtube.com/watch?v=OSgGUeebKBk أنا والعذاب وهواك (أغنية)
https://www.youtube.com/watch?v=-Otgxn14r7w أنا والعذاب وهواك (أغنية)
https://www.youtube.com/watch?v=Fq1MFRtID58 أنا والعذاب وهواك (أغنية)
https://www.youtube.com/watch?v=YCQd6Trib2w أنا والعذاب وهواك (أغنية)
https://www.youtube.com/watch?v=xuUTA2Xj_2U أنا والعذاب وهواك (أغنية)
https://www.youtube.com/watch?v=r11XMtrMQqc أنا والعذاب وهواك (أغنية)
https://www.youtube.com/watch?v=UAeGrywdRZk أنا والعذاب وهواك (أغنية)
https://www.youtube.com/watch?v=wfsi7OgtTDU أنا والعذاب وهواك (أغنية)
https://www.youtube.com/watch?v=pQmmvornOx4 أنا والعذاب وهواك (أغنية)
https://www.youtube.com/watch?v=jxxnRpQAGA0 أنا والعذاب وهواك (أغنية)
https://www.youtube.com/watch?v=ULz3O98BhK0 أنا والعذاب وهواك (أغنية)
https://www.youtube.com/watch?v=6KTwTtkqx6A أنا والعذاب وهواك (أغنية)
https://www.youtube.com/watch?v=BgjmtONoDhw أنا والعذاب وهواك (أغنية)
https://www.youtube.com/watch?v=xuTCCO-vyO0 أنا والعذاب وهواك (أغنية)